# Listă de plante medicinale - U

A - Ă - Â - B - C - D - E - F - G - H - I - Î - J - K - L - M - N - O - P - Q - R - S - Ș - T - Ț - U - V - X - Y - Z
| Plantă             | Denumire latină   | Proprietăți vindecătoare |
| ------------------ | ----------------- | ------------------------ |
| Unguraș            | Marrubium vulgare |                          |
| Urzică             | Urtica            |                          |
| Urzică moartă      | Lamium maculatum  |                          |
| Urzică moartă albă | Lamium album      |                          |
| Urzică moartă mov  | Lamium purpureum  |                          |
| Usturoi            | Allium sativum    |                          |